# Parnell Hall
Pour les articles homonymes, voir Hall.
Parnell Hall, né le 31 octobre 1944 à Culver City, en Californie et mort le 15 décembre 2020, est un écrivain de roman policier et un acteur américain. Il a publié des œuvres sous le pseudonyme de J.P. Hailey.

## Biographie
À l'âge de quinze ans, Parnell Hall vend la chanson The Literary Test Song au chanteur folk Pete Seeger. Il travaille par la suite comme détective privé à New York et s'en inspire pour écrire ses romans ayant pour personnage central le privé Stanley Hastings. Sous le pseudonyme de J.P. Hailey, il invente une seconde série consacrée à l'avocat Steve Winslow, inspiré par ses lectures des œuvres d'Erle Stanley Gardner. Il est également l'auteur de plusieurs scénarios, dont celui du film d'horreur CHUD, et compte quelques apparitions au cinéma.

## Œuvre

### Avec le détective Stanley Hastings
1. Detective (1987)
2. Murder (1988) Publié en français sous le titre J'ai du génie !, Paris, Gallimard, Série noire no 2190, 1990
3. Favor (1988)
4. Strangler  (1989)
5. Client  (1990)
6. Juror  (1990)
7. Shot (1991)
8. Actor (1993)
9. Blackmail  (1994)
10. Movie  (1995)
11. Trial  (1996)
12. Scam (1997)
13. Suspense  (1998)
14. Cozy  (2001) Publié en français sous le titre Mystère, Paris, Rivages/Mystère, no 48, 2002, traduction de Catherine Cheval.
15. Manslaughter (2002)
16. Hitman (2007)
17. Caper  (2010)
18. Stakeout  (2013)
19. Safari (2014)
20. A Fool for a Client (2015)

### The Puzzle Lady mysteries
1. A Clue for the Puzzle Lady  (1999)
2. Last Puzzle & Testament  (2000)
3. Puzzled to Death  (2001)
4. A Puzzle in a Pear Tree (2002)
5. With This Puzzle, I Thee Kill (2003)
6. And a Puzzle to Die On  (2004)
7. Stalking the Puzzle Lady (2005)
8. You Have the Right to Remain Puzzled  (2006)
9. The Sudoku Puzzle Murders (2008)
10. Dead Man’s Puzzle (2009)
11. The Puzzle Lady vs. The Sudoku Lady (2010)
12. The KenKen Killings (2011)
13. $10,000 in Small Unmarked Puzzles (2012)
14. Arsenic and Old Puzzles (2013)
15. NYPD Puzzle (2014)
16. Puzzled Indemnity (2015)
17. Presumed Puzzled (2016)
18. A Puzzle To Be Named Later (2017)
19. The Purloined Puzzle (2018)
20. Lights! Camera! Puzzles! (2019)

### Autre roman
- Chasing Jack (2020)

### Sous le pseudonyme de J.P. Hailey
1. The Baxter Trust (1988) Publié en français sous le titre Gare aux tontons tueurs !, Paris, Gallimard, Série noire no 2230, 1990
2. The Anonymous Client  (1989)
3. The Underground Man  (1990)
4. The Naked Typist  (1990)
5. The Wrong Gun (1992)
6. The Innocent Woman (2011)

### Nouvelles
- Times Square Shuffle
- Death of a Vampire
- Deal Me In Publié en français sous le titre Le Poker dans le sang, dans le recueil d'Otto Penzler La Main du mort, Paris, Rivages/Thriller, 2010
- Fear of Failure
- Oh, What a Tangled Lanyard We Weave
- Line Reading
- Lethal Luncheon
- Faking it
- The Witness Cat (sous le pseudonyme de J.P. Hailey)
- The Missing Heir
- Clicker Training

## Filmographie

### Scénariste
- CHUD (1984) de Douglas Cheeck.

### Acteur
- Hercule à New York d'Arthur Allan Seidelman : un figurant
- A New Leaf d'Elaine May : un figurant
- CHUD (1984) de Douglas Cheeck : Judson
- Billion for Boris (1984) d'Alexander Grasshoff : un caissier

## Sources
- Les Auteurs de la Série Noire, 1945-1995, collection Temps noir, Joseph K., 1996 (avec Claude Mesplède), p. 215.